# Comandante Cobra
Comandante Cobra é um personagem da franquia G.I. Joe, sendo líder da vilanesca organização terrorista Cobra.

## Quadrinhos
Na série de 2012 publicada pela IDW Publishing, o Comandante é assassinado na edição 12 com um tiro na cabeça por Chuckles, um Joe infiltrado.

## Filme
Em 2009 foi interpretado por Joseph Gordon-Levitt no filme "G.I. Joe: The Rise of Cobra". O ator, no entanto, confirmou que não participaria da continuação G.I. Joe: Retaliation, lançada em 2013, com Luke Bracey assumindo o papel, sendo dublado por Robert Baker.
No primeiro filme, Rex Lewis é um ex-combatente do Iraque, onde combateu junto com Conrad S. Hauser (Duke). Ele foi desfigurado por um ataque aéreo e morou em um bunker nuclear. Depois se tornou um colaborador da organização Cobra. Junto com Destro organizou os ataques ao comboio contendo nanomites, à base dos Joes e em Paris. Se encontra novamente com Duke na Antártida, e revela seus planos. Depois troca a máscara, subjuga o líder da organização (Destro) e vira o Comandante dos Cobra. No entanto é preso por Duke no final do filme, permanecendo em uma cela especial.
Na continuação, o Comandante é libertado de sua prisão por Storm Shadow e Firefly, e então se reencontra com Zartan, que está disfarçado como o Presidente dos Estados Unidos e mandou exterminar os Joes. A dupla desenvolve um sistema de satélites armados, Projeto Zeus, e ameaça todos os outros países com armamento nuclear se estes não cederem comando à Cobra, demonstrando o poder de Zeus destruindo Londres.  Porém os Joes desativam Zeus e matam Zartan e Firefly, com o Comandante conseguindo escapar em meio à confusão.